# 민꼬리잎코박쥐
민꼬리잎코박쥐 또는 동아시아민꼬리잎코박쥐(Coelops frithii)는 잎코박쥐과에 속하는 박쥐의 일종이다. 방글라데시와 중국, 인도, 인도네시아, 라오스, 말레이시아, 미얀마, 대만 그리고 베트남에서 발견된다.